# One Wells Fargo Center

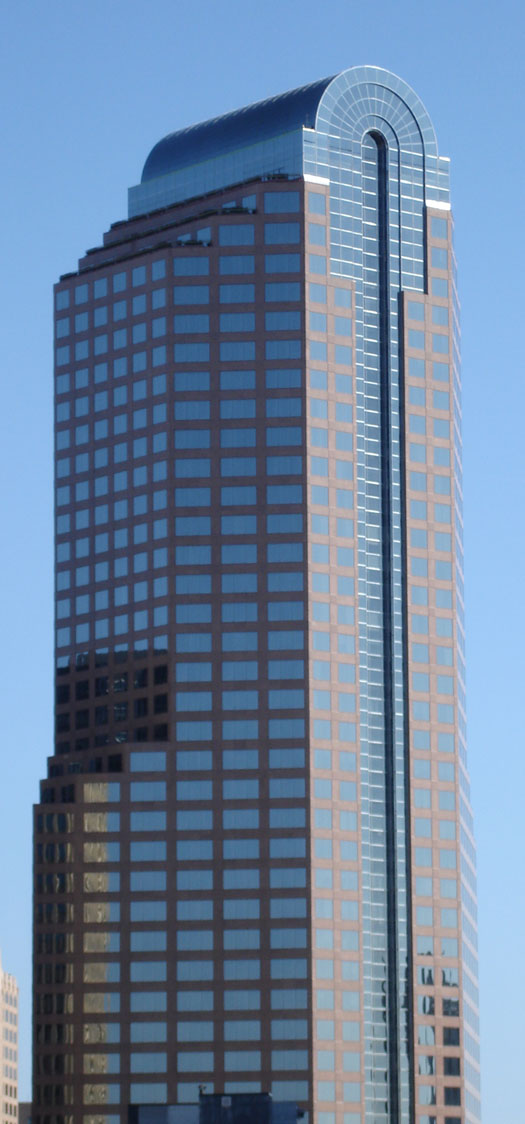
One Wells Fargo Center

One Wells Fargo Center anciennement One Wachovia Center est un gratte-ciel de la ville de Charlotte, dans l'État de Caroline du Nord, aux États-Unis. Il est le siège social de la société Wachovia, filiale du groupe financier Wells Fargo. Lorsque sa construction s'est achevée le 14 septembre 1988, il était, avec une hauteur de 179 mètres (588 pieds), le gratte-ciel le plus élevé de Caroline du Nord. Il est détrôné en 1992 par le gratte-ciel Bank of America Corporate Center, également situé à Charlotte. L'immeuble fut renommé en 2010.